# Henri Amouroux
Henri Amouroux ( Périgueux, 1 de julio de 1920 – Le Mesnil-Mauger, 5 de agosto del 2007) fue un historiador y periodista francés.

## Vida y carrera
Amouroux nació en la ciudad francesa de Périgueux el 1 de julio de 1920. Después de estudiar en la École supérieure de journalisme de Paris,  inició su carrera como periodista durante la Segunda Guerra Mundial y se unió a un grupo de la Resistencia francesa en Burdeos (grupo Jade-Amicol).  Se le otorgó la Croix de guerre 1939-1945.
Amouroux escribió varios libros sobre la ocupación alemana de Francia durante su vida, especialmente La Grande Histoire des Français sous l'Ocupación (La Gran Historia de los Franceses bajo la Ocupación), en diez volúmenes, publicado de 1976 a 1993.  Más tarde trabajó para varios diarios franceses (France Soir), radio (France Inter) y televisión (TF1).
Amouroux atestiguó a favor de Maurice Papon en 1997, quien fue enjuiciado en Francia por su participación en la deportación de judíos durante la ocupación alemana y la Francia de Vichy.  Su testimonio contrapesó al del historiador estadounidense Robert O. Paxton y su versión del período Vichy.  Su testimonio fue criticado principalmente por abogados que representaban a víctimas judías de los nazis, quienes acusaron a Amouroux de ser un defensor de Papon y de la colaboración de la Francia Vichy con los nazis.  Amouroux negó todas las  acusaciones y el abogado del Mouvement contre le racisme et pour l'amitié entre les peuples, Gérard Boulanger, fue condenado por difamación en 1997.
Amouroux fue miembro del Instituto de Francia y fungió como presidente de la Académie des sciences morales et politiques.  Falleció en el 2007 en Normandía a la edad de 87 años, y fue enterrado en el cementerio de Fargues-Saint-Hilaire, una población ubicada en la Gironda.